# Christ's College, Cambridge
Christ's College este un colegiu constituent al Universității din Cambridge. Colegiul avea în 2009 un număr de aproximativ 450 de studenți la cursurile universitare și 170 de studenți la cursurile postuniversitare. Colegiul a fost fondat de William Byngham în 1437 ca God's House. În 1505 colegiul a primit o nouă cartă regală, a înzestrat cu un fond substanțial de Lady Margaret Beaufort și și-a schimbat denumirea în Christ's College, devenind cel de-al doisprezecelea colegiu de la Cambridge care a fost fondat în forma sa actuală. Colegiul este renumit pentru educarea unora dintre cei mai faimoși absolvenți ai Universității Cambridge precum Charles Darwin și John Milton.
În cadrul Universității Cambridge, Christ's College este cunoscut pentru faptul că are cele mai înalte standarde academice și un puternic sprijin didactic. El s-a aflat pe locul 1 în Tompkins Table (clasamentul colegiilor Universității din Cambridge) în perioada 1980-2006 și pe locul 3 din 2006 până în 2013, revenind pe locul 1 în 2018.

## Istoric

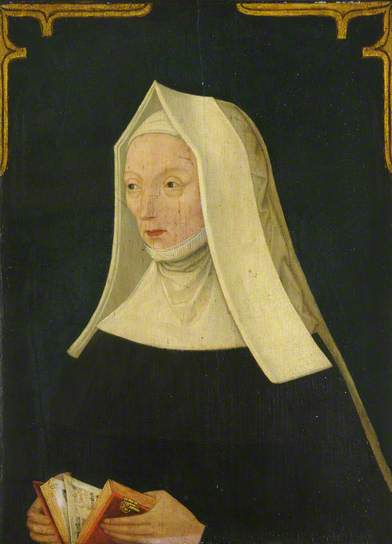
Lady Margaret Beaufort, Biblioteca Christ's College

Christ's College a fost fondat de William Byngham în 1437, ca God's House, pe un teren care a fost vândut curând pentru a permite extinderea King's College. Byngham obținut prima autorizație regală pentru God's House în iulie 1439. Colegiul a fost înființat pentru a acoperi lipsa de profesori la școlile secundare din Anglia, de la acea vreme, și a fost descris ca fiind „primul colegiu de instruire a profesorilor de școli secundare menționat în evidențe”. Locul inițial al God's House a fost predat în 1443 către King's College, iar în prezent aproximativ trei sferturi din King's College Chapel se află pe locul inițial al God's House.
După ce i s-au acordat autorizația regală originală în 1439 și alte trei autorizații (două în 1442 și una în 1446) până în 1448 God's House a primit carta prin care colegiul a fost de fapt fondat. În această cartă regele Henric al VI-lea a fost numit ca fondator și în același an colegiul s-a mutat în locul unde se află în prezent.
În 1505 colegiul a fost înzestrat de Lady Margaret Beaufort, mama regelui Henric al VII-lea, și i s-a dat numele Christ's College, probabil la sugestia duhovnicului ei, episcopul John Fisher. Creșterea numărului de studenți ai colegiului în secolul al XVII-lea a determinat construirea, în anii 1640, a clădirii Fellows' Building în ceea ce este cunoscut acum ca Second Court.

## Personalități

### Proctorii de la God's House
- 1439-1451 William Byngham
- 1451-1458 John Hurt
- 1458-1464 William Fallan
- 1464-1477 William Basset
- 1477-1490 Ralph Barton
- 1490-1505 John Sickling

### Absolvenți notabili

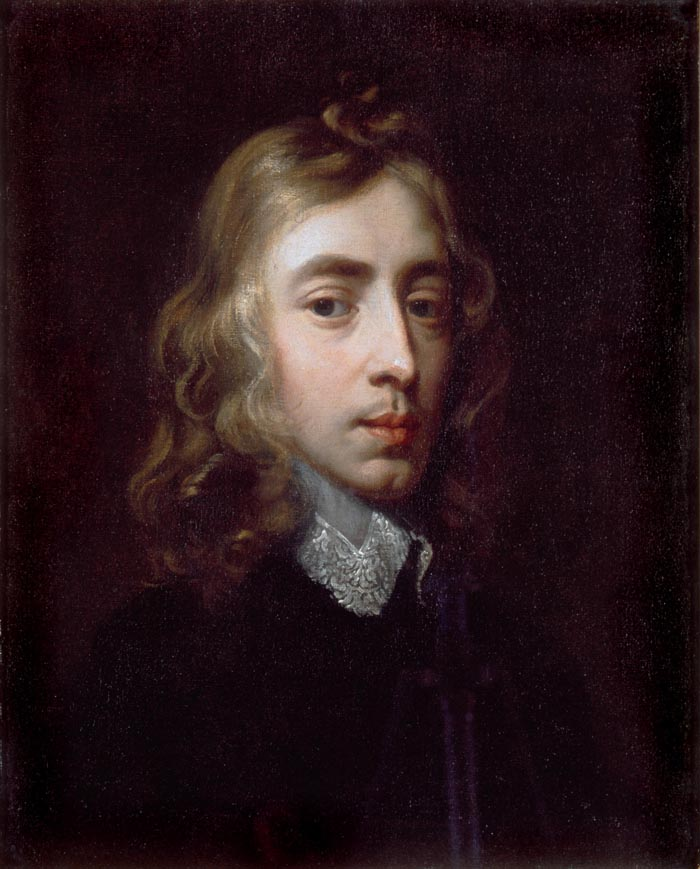
John Milton
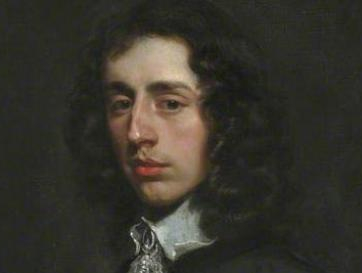
Sir John Finch
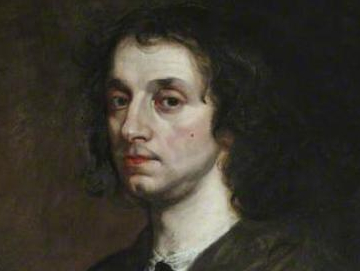
Sir Thomas Baines
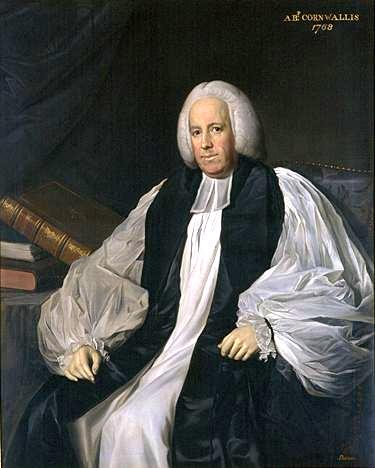
Frederick Cornwallis
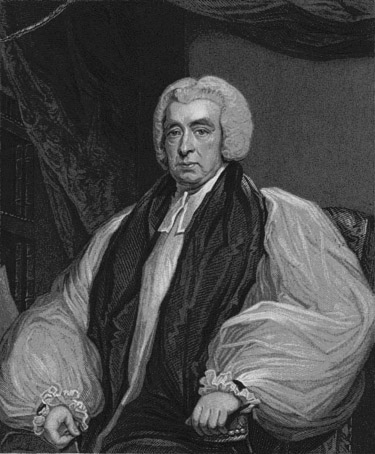
Beilby Porteus
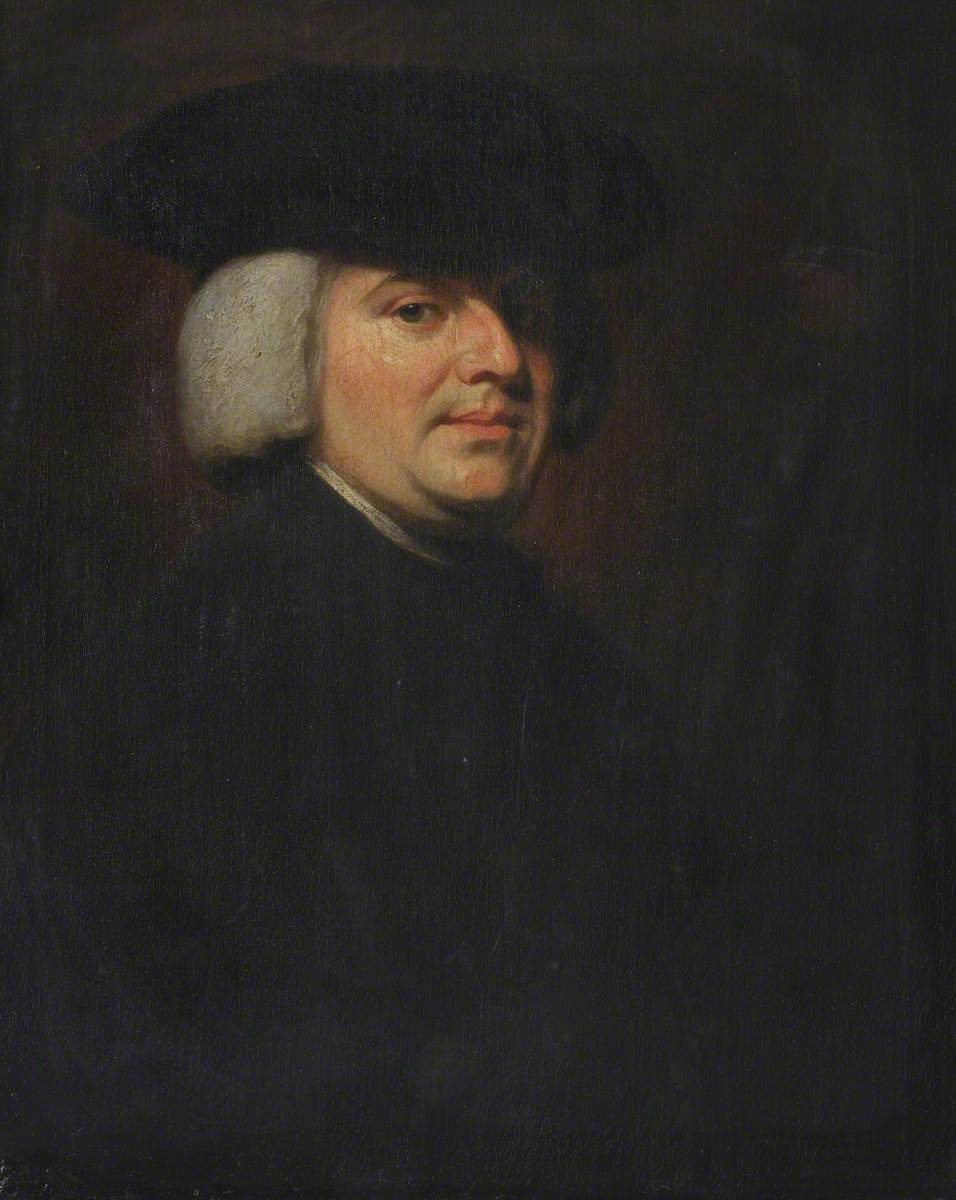
William Paley
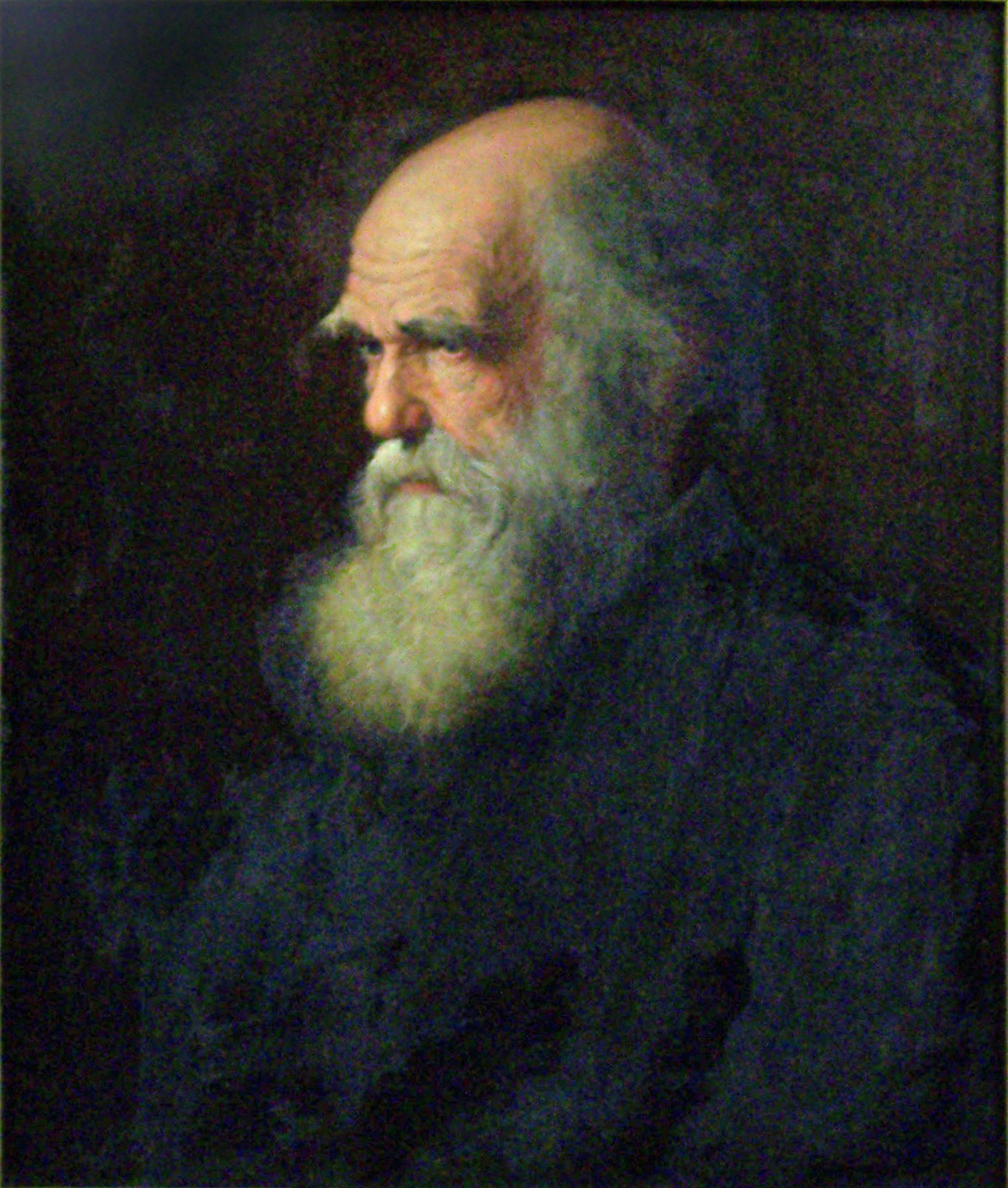
Charles Darwin
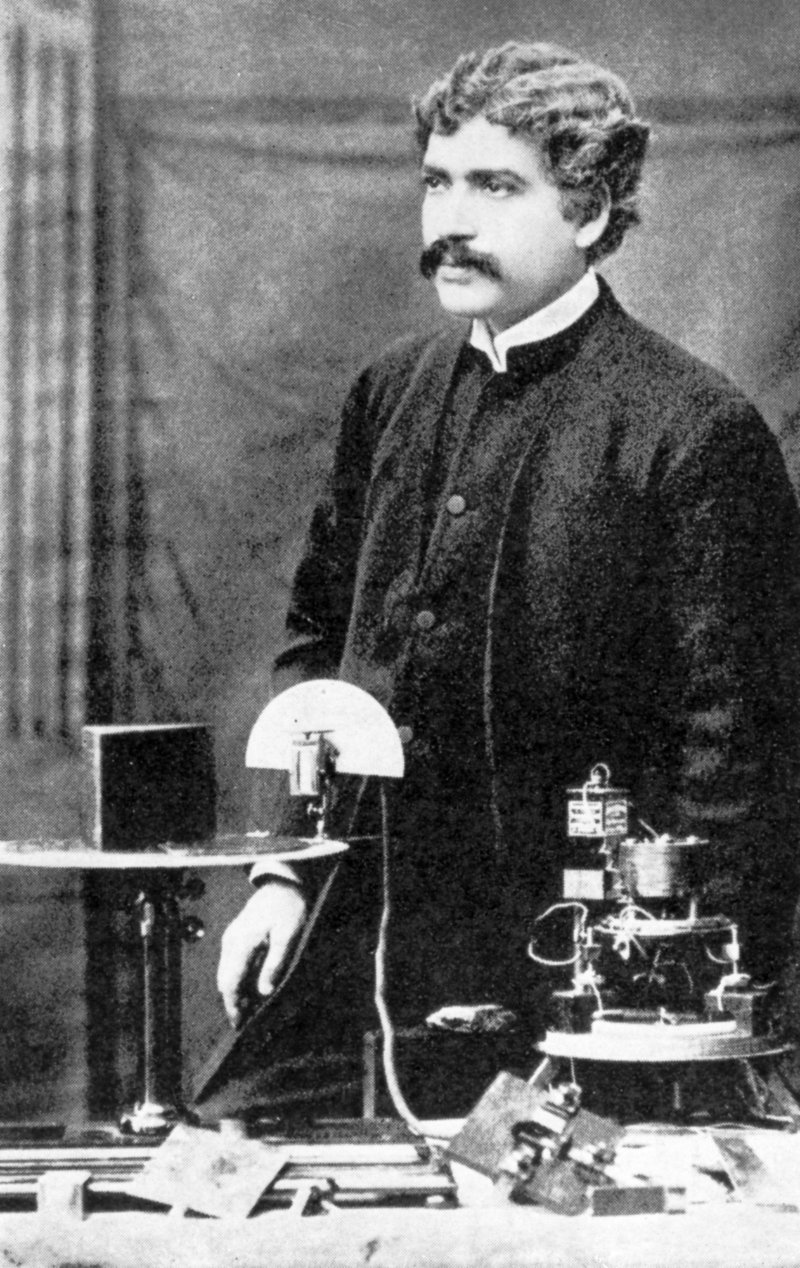
Jagdish Chandra Bose
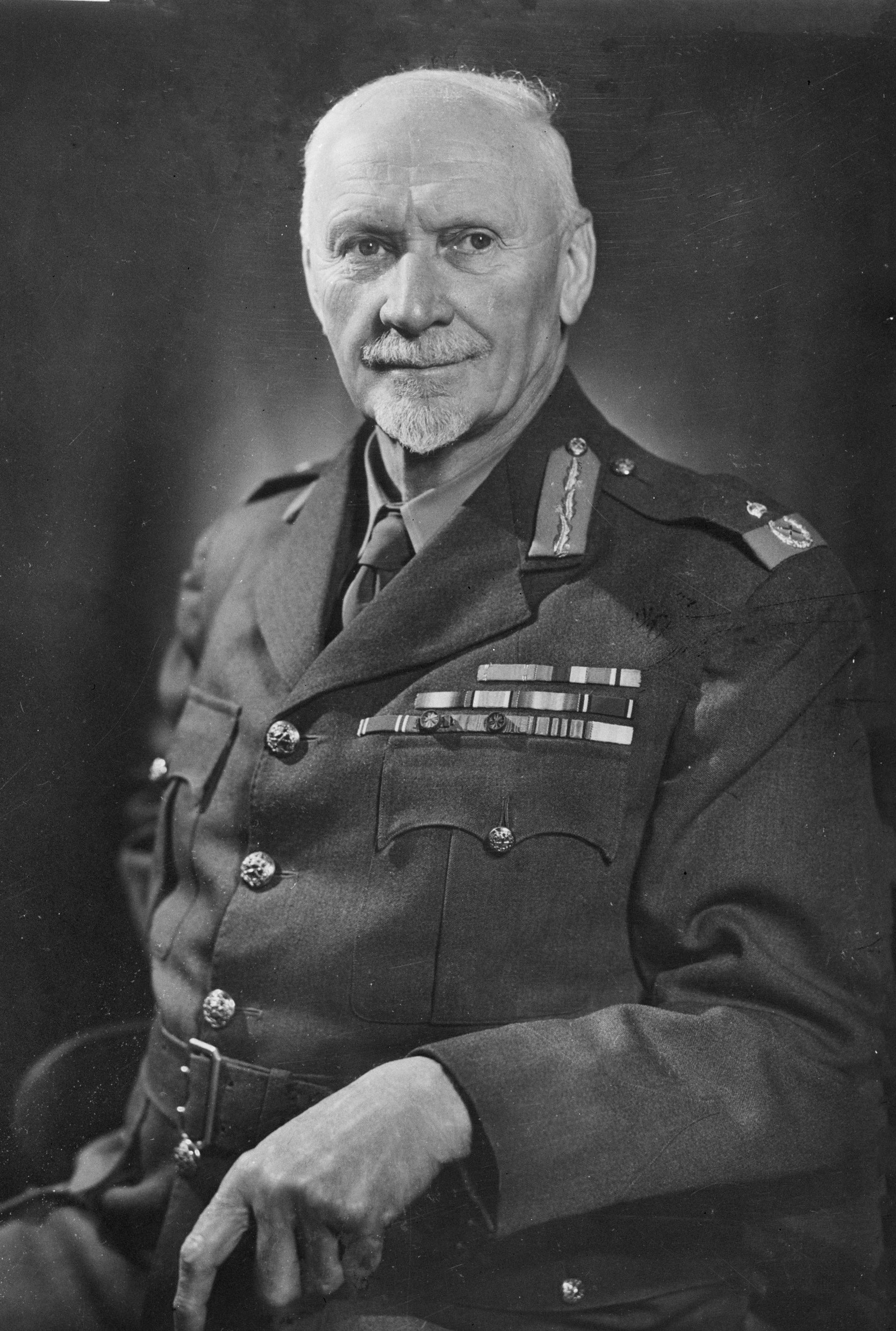
Jan Smuts
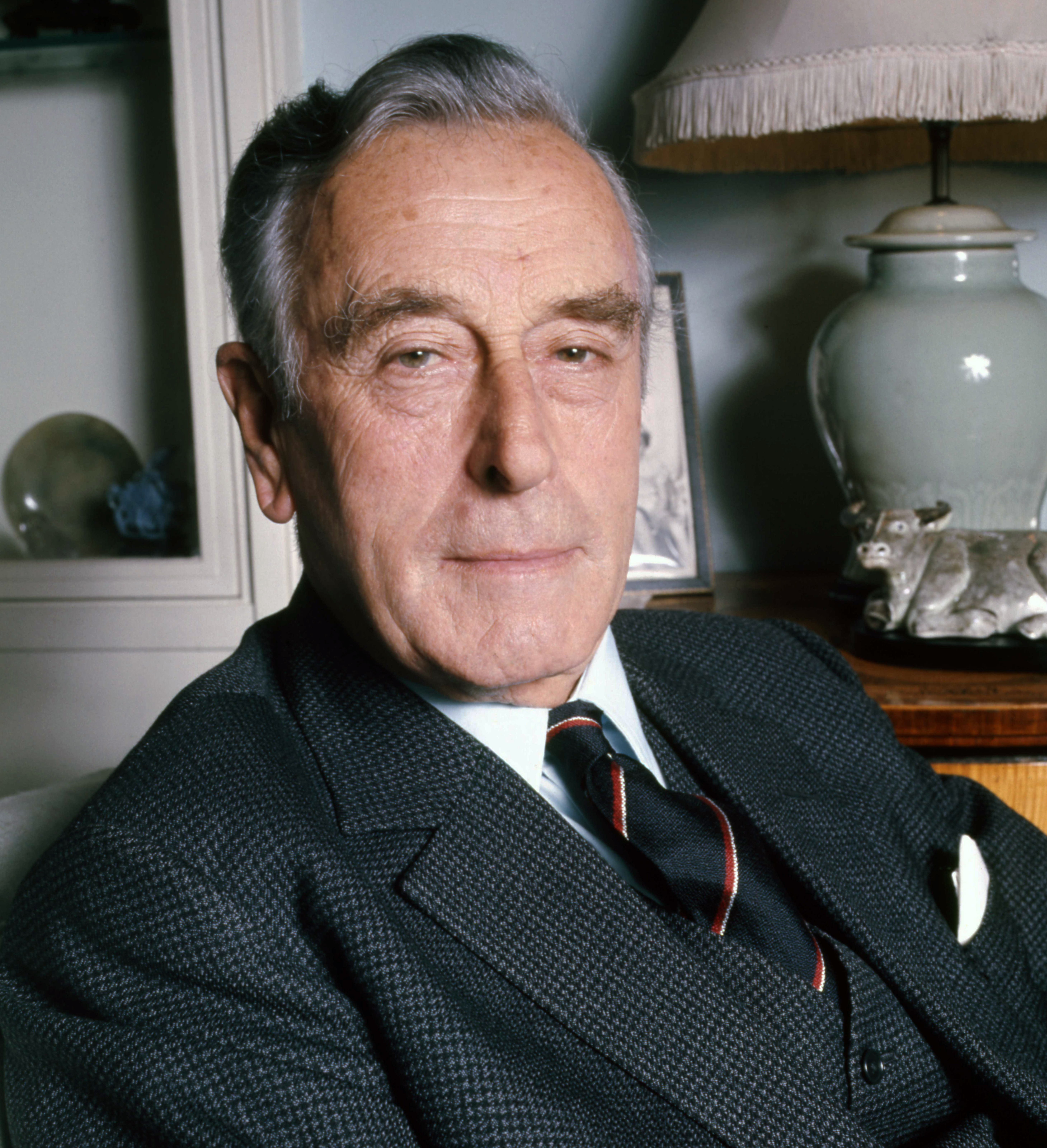
Louis Mountbatten
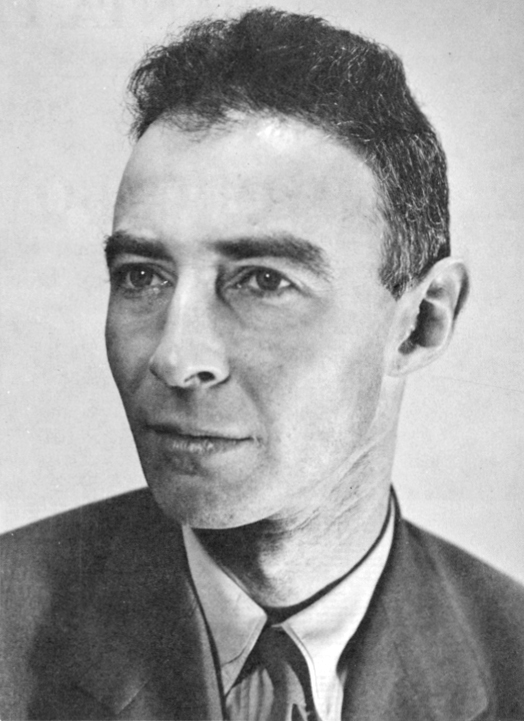
J. Robert Oppenheimer
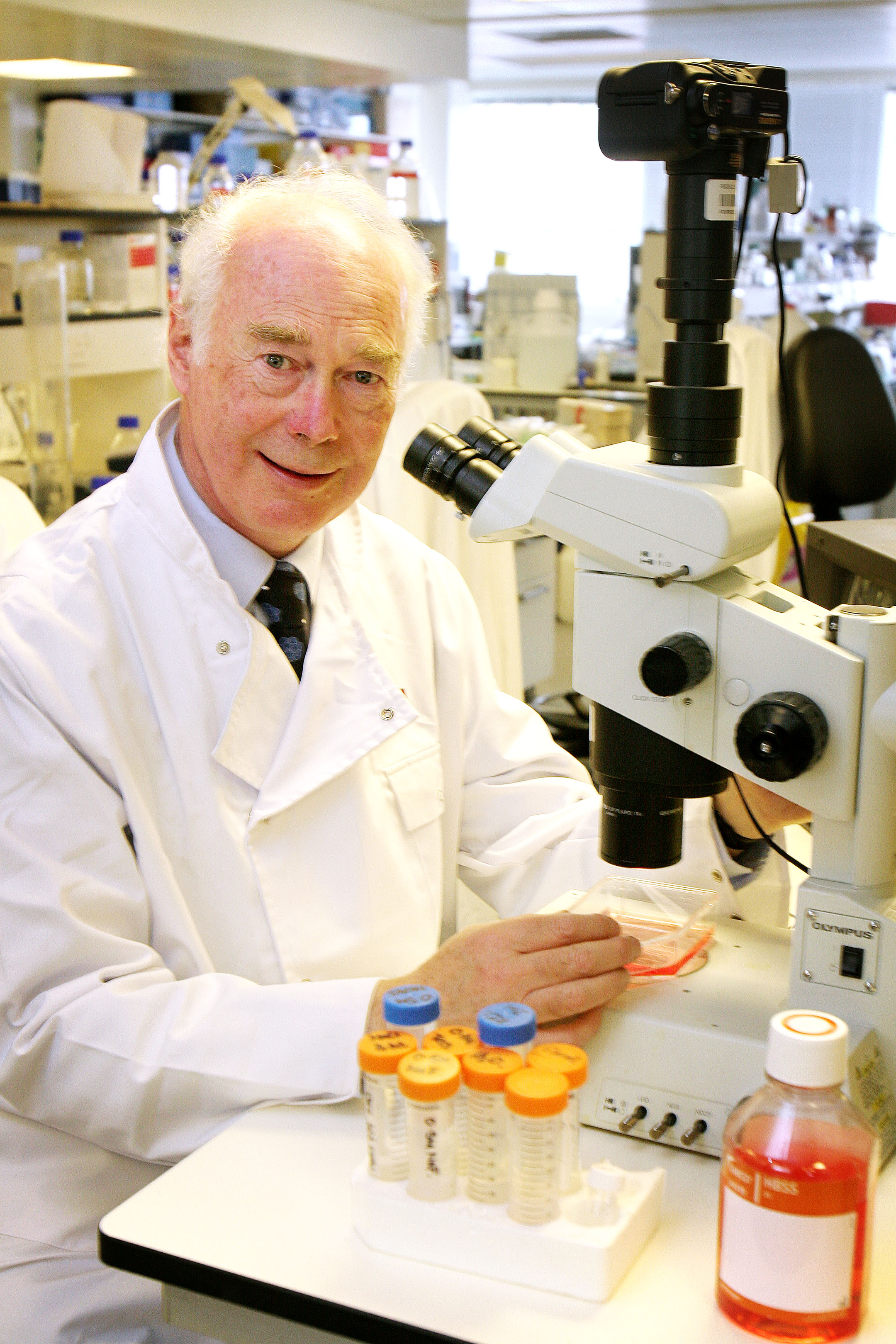
Sir Martin Evans
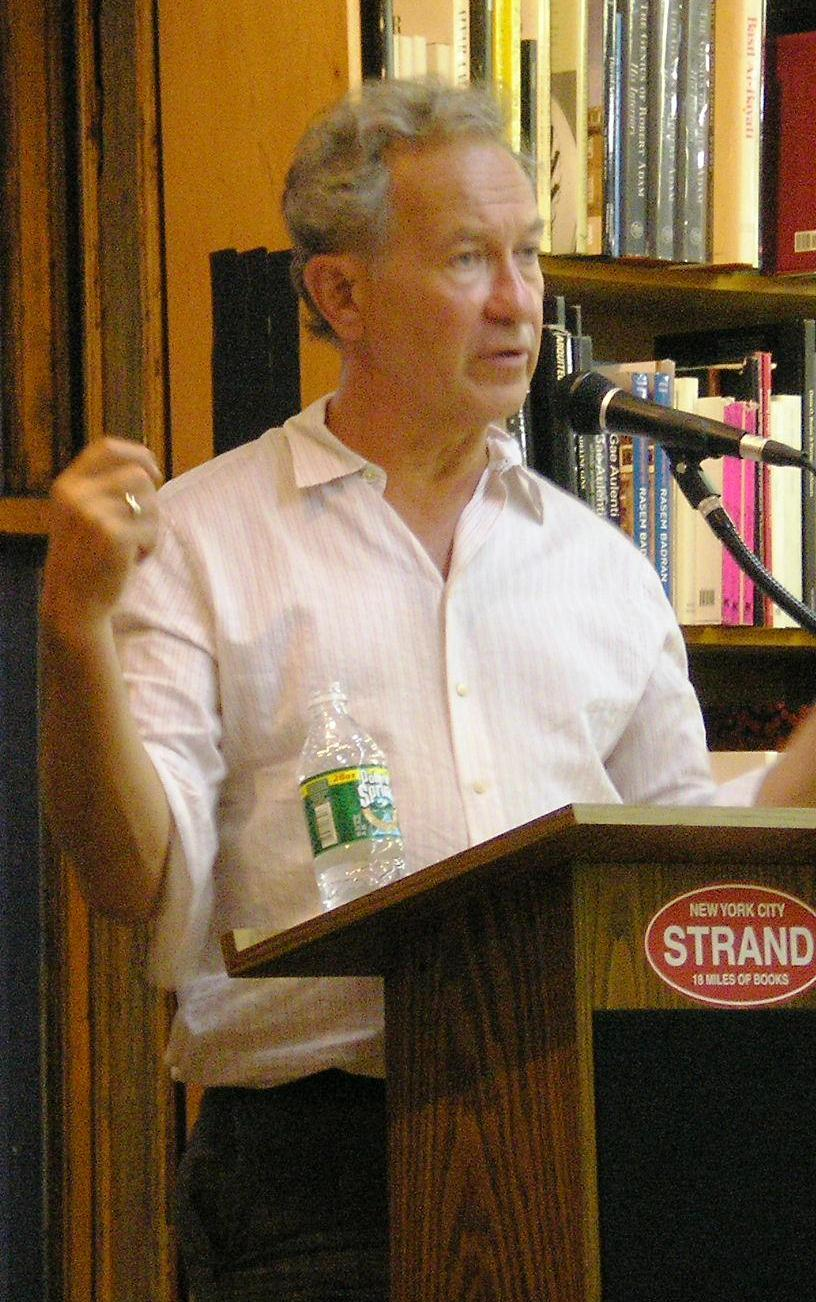
Simon Schama
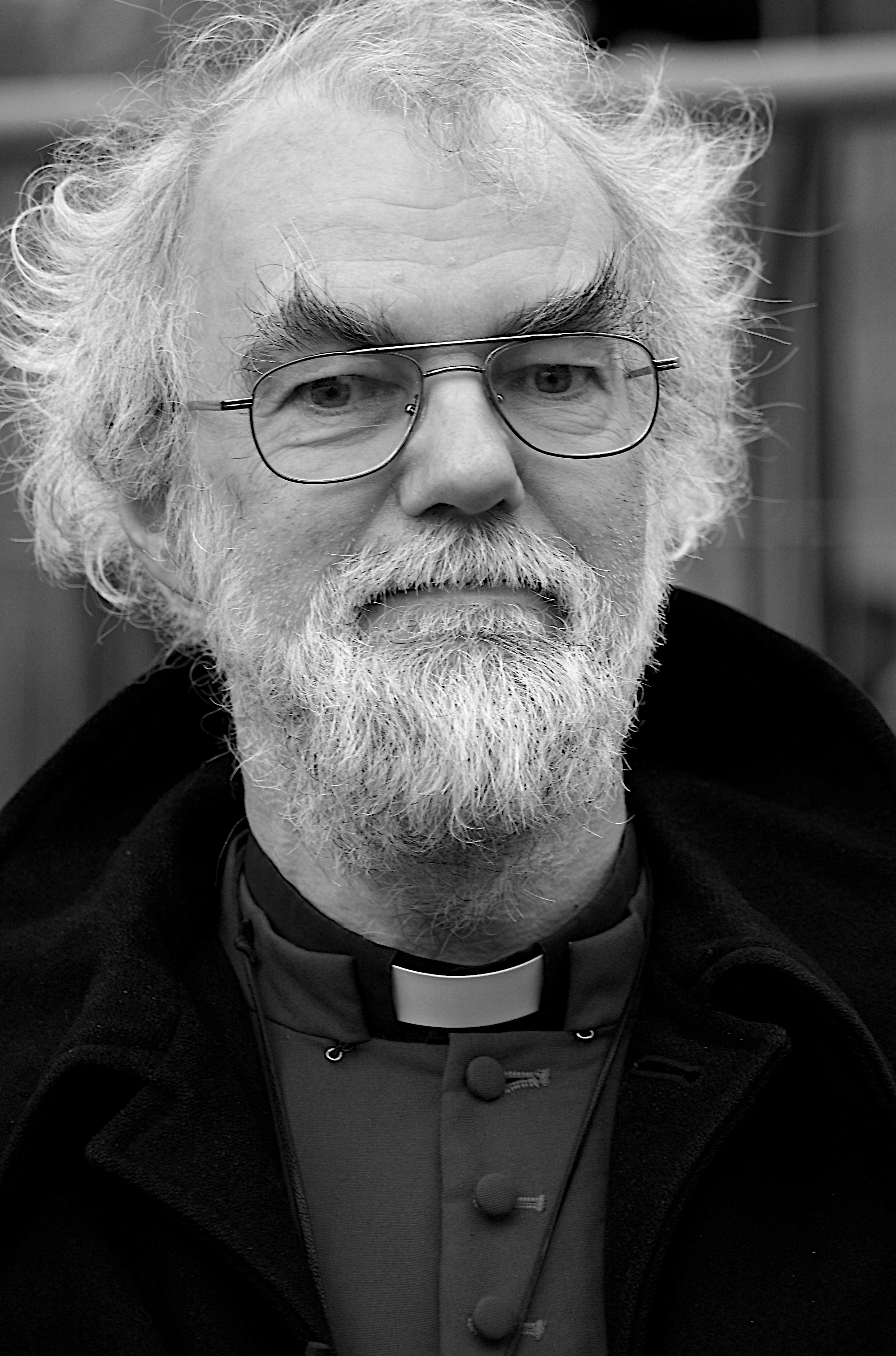
Rowan Williams
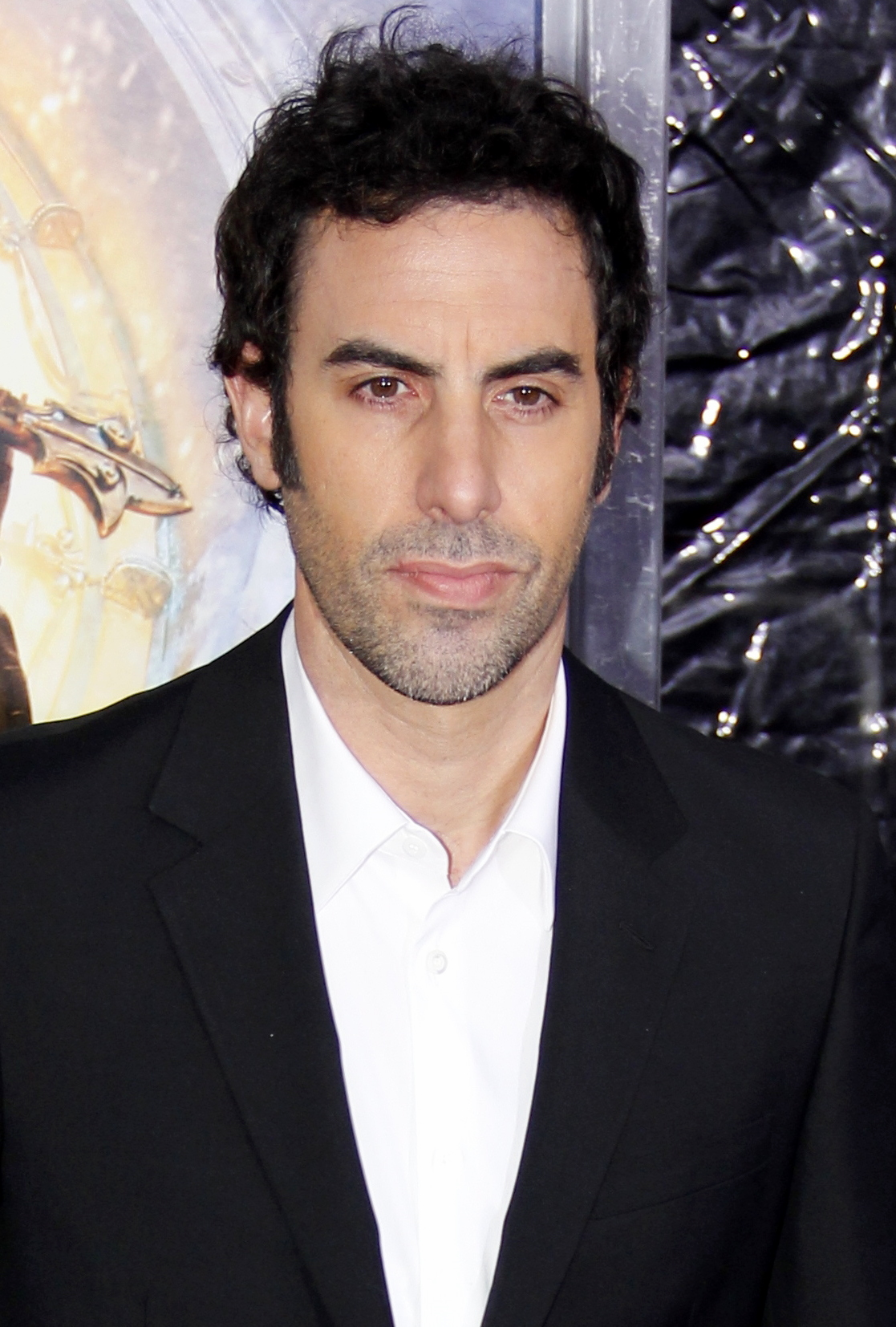
Sacha Baron Cohen
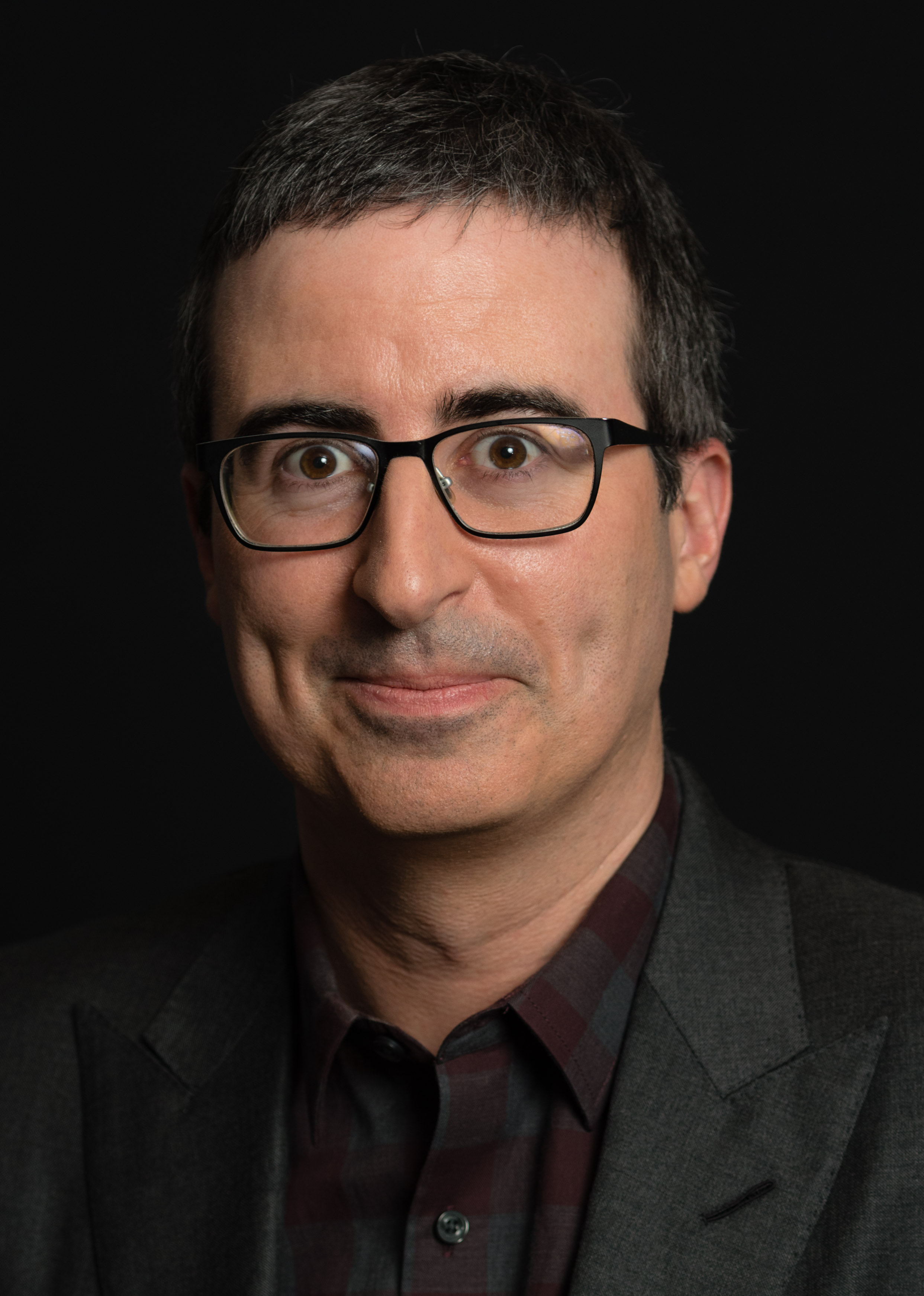
John Oliver

| Nume                                             | Anul nașterii | Anul decesului | Carieră |
| ------------------------------------------------ | ------------- | -------------- | --- |
| Prințul Ra'ad bin Zeid Al-Hussein                | 1936          |                | prinț al Irakului                                                                                                |
| Prințul Zeid Ra'ad Zeid Al-Hussein               | 1964          |                | Înalt comisar al ONU pentru drepturile omului                                                                    |
| William Ames                                     | 1576          | 1633           | Teolog reformat                                                                                                  |
| Thomas Baines                                    | 1622          | 1680           | Medic, Fellow of Royal Society                                                                                   |
| Richard Bancroft                                 | 1544          | 1610           | Arhiepiscop de Canterbury                                                                                        |
| Jasmine Birtles                                  | 1962          |                | Comentatoare britanică pe teme financiare și de afaceri, prezentator de televiziune, scriitor și jurnalist       |
| Jagdish Chandra Bose                             | 1858          | 1937           | Fizician indian                                                                                                  |
| C. Delisle Burns                                 | 1879          | 1942           | Scriitor secularist și ateu                                                                                      |
| Brian Cantor                                     | 1948          |                | Vicecancelar al Universității din Bradford și anterior vicecancelar al Universității din York                    |
| Sir Anthony Caro                                 | 1924          | 2013           | Sculptor |
| Randolph Carter                                  | 1874          | 1932           | Explorator |
| Sacha Baron Cohen                                | 1971          |                | Comic |
| John Cook                                        | 1918          | 1984           | Compozitor și organist anglo-american                                                                            |
| Miles Corbet                                     | 1594/5        | 1662           | Regicid |
| Frederick Cornwallis                             | 1713          | 1783           | Arhiepiscop de Canterbury                                                                                        |
| John Cornwell                                    | 1940          |                | Scriitor și jurnalist britanic                                                                                   |
| John James Cowperthwaite                         | 1916          | 2006           | Considerat autorul politicilor care au stat la baza creșterii economice a coloniei Hong Kong din anii 1960       |
| John Cridland                                    | 1961          |                | Director-general al Confederation of British Industry                                                            |
| Charles Darwin                                   | 1809          | 1882           | Naturalist britanic                                                                                              |
| Patrick Arthur Devlin, Baron Devlin              | 1905          | 1992           | Jurist, Lord of Appeal in Ordinary                                                                               |
| Colin Dexter                                     | 1930          | 2017           | Romancier |
| Jill Duff                                        | 1972          |                | Episcop de Lancaster                                                                                             |
| George Dwyer                                     | 1908          | 1987           | Arhiepiscop de Birmingham, participant la Conciliul Vatican II                                                   |
| James Chuter Ede                                 | 1882          | 1965           | Secretar de stat pentru afaceri interne și lider al Camerei Comunelor                                            |
| Sir Martin Evans                                 | 1941          |                | Biochimist, laureat al Premiului Nobel pentru Medicină                                                           |
| Dee Ferris                                       | 1973          |                | Pictor britanic                                                                                                  |
| John Finch                                       | 1626          | 1682           | Ambasador, Fellow of Royal Society                                                                               |
| Noel Gay                                         | 1898          | 1954           | Compozitor |
| Nina Gold                                        | 1964          |                | Directoare de casting britanică, câștigătoare a premiului BAFTA                                                  |
| Edmund Grindal                                   | 1519          | 1583           | Arhiepiscop de Canterbury                                                                                        |
| Alfred Cort Haddon                               | 1855          | 1940           | Părintele antropologiei moderne                                                                                  |
| Duncan Haldane                                   | 1951          |                | Fizician, laureat al Premiului Nobel pentru Fizică                                                               |
| Yusuf Hamied                                     | 1936          |                | Chimist și industriaș                                                                                            |
| Natalie Haynes                                   | 1974          |                | Scriitor, om de televiziune și fost comedian.                                                                    |
| John Healey                                      | 1960          |                | Politician britanic                                                                                              |
| Derry Irvine, Baron Irvine of Lairg              | 1940          |                | Lord cancelar |
| Phillip King                                     | 1934          |                | Sculptor |
| David Knowles                                    | 1896          | 1974           | Istoric |
| David Konstant                                   | 1930          |                | Episcop romano-catolic de Leeds                                                                                  |
| John Kotelawala                                  | 1897          | 1980           | Prim-ministru al Ceylonului (Sri Lanka)                                                                          |
| John Leland                                      | c 1506        | 1552           | Părintele istoriografiei engleze                                                                                 |
| Tony Lewis                                       | 1938          |                | jucător de cricket, căpitanul echipei Glamorgan și al echipei naționale a Angliei; scriitor și om de televiziune |
| Richard Luce                                     | 1936          |                | Lord șambelan |
| Michael Lynch                                    | 1965          |                | Fondator al companiei Autonomy Systems                                                                           |
| Allama Mashriqi                                  | 1883          | 1963           | Fondator al Khaksar Tehreek                                                                                      |
| Peter Mathieson                                  | 1959          |                | Vicecancelar al Universității din Edinburgh                                                                      |
| David Mellor                                     | 1949          |                | Politician britanic                                                                                              |
| Sir Walter Mildmay                               |               | 1589           | Fondator al Emmanuel College, Cambridge                                                                          |
| Miles Millar                                     | c 1967        |                | Scenarist și producător de film de la Hollywood                                                                  |
| John Milton                                      | 1608          | 1674           | Poet englez |
| Helen Mort                                       | 1985          |                | Poet |
| Louis Mountbatten, 1st Earl Mountbatten of Burma | 1900          | 1979           | Amiral și om de stat britanic                                                                                    |
| Thomas Nelson, Jr.                               | 1738          | 1789           | Governator al Virginiei; semnatar al Declarației Americane de Independență                                       |
| Davidson Nicol                                   | 1924          | 1994           | Medic, diplomat și scriitor din Sierra Leone                                                                     |
| John Oliver                                      | 1977          |                | Comic și comentator politic britanic                                                                             |
| J. Robert Oppenheimer                            | 1904          | 1967           | Fizician american, „părintele bombei atomice”                                                                    |
| Andy Parsons                                     | 1967          |                | Comic și scriitor englez                                                                                         |
| William Paley                                    | 1743          | 1805           | Teolog și filozof britanic                                                                                       |
| Steve Palmer                                     | 1968          |                | Jucător de fotbal                                                                                                |
| John Peile                                       | 1838          | 1910           | Filolog |
| William Perkins                                  | 1558          | 1602           | Teolog puritan din Epoca Elisabetană                                                                             |
| Sir John Plumb                                   | 1911          | 2001           | Istoric britanic                                                                                                 |
| Thomas Plume                                     | 1630          | 1704           | Cleric englez, fondator al catedrei de Astronomie și Filozofie Experimentală a Universității                     |
| Roy Porter                                       | 1946          | 2002           | Istoric britanic                                                                                                 |
| Beilby Porteus                                   | 1731          | 1809           | Episcop de Chester și episcop de Londra, reformator și aboliționist                                              |
| Peter Rawlinson, Baron Rawlinson of Ewell        | 1919          | 2006           | Procuror general al Angliei și Țării Galilor                                                                     |
| Forrest Reid                                     | 1875          | 1948           | Romancier și critic literar                                                                                      |
| Austin Robinson                                  | 1897          | 1993           | Economist și istoric al economiei                                                                                |
| Thomas Robinson, 2nd Baron Grantham              | 1738          | 1786           | secretar de stat pentru afaceri externe                                                                          |
| David Say                                        | 1939          | 2006           | Episcop de Rochester                                                                                             |
| Simon Schama                                     | 1945          |                | Istoric, scriitor și prezentator de televiziune britanic                                                         |
| Sir Nicholas Serota                              | 1946          |                | Director al Tate Gallery                                                                                         |
| Walter William Skeat                             | 1835          | 1912           | Filolog |
| Jan Smuts                                        | 1870          | 1950           | Prim-ministru al Africii de Sud, feldmareșal și om de stat al Commonwealth-ului                                  |
| C. P. Snow, Baron Snow                           | 1905          | 1980           | Romancier și filozof britanic                                                                                    |
| F. Gordon A. Stone                               | 1925          | 2011           | Chimist britanic                                                                                                 |
| Szeming Sze                                      | 1908          | 1998           | Diplomat chinez, cofondator al Organizației Mondiale a Sănătății                                                 |
| Nicholas Tarling                                 | 1931          | 2017           | Istoric |
| Sir Jeffrey Tate                                 | 1943          |                | Dirijor |
| Henry Teonge                                     | 1620          | 1690           | Capelan naval și diarist                                                                                         |
| Andrew Turnbull, Baron Turnbull                  | 1945          |                | Secretar al guvernului britanic și șef al Her Majesty's Home Civil Service                                       |
| Richard Whiteley                                 | 1943          | 2005           | Prezentator de televiziune britanic                                                                              |
| Rowan Williams                                   | 1950          |                | Teolog anglican britanic, Arhiepiscop de Canterbury, profesor la Magdalene College, Cambridge                    |
| Sir Christopher Zeeman                           | 1925          | 2016           | Matematician britanic                                                                                            |

## Legături externe
- Official Christ's College website
- Christ's JCR website
- Christ's MCR website
- Christ's biennial May Ball Arhivat în 23 martie 2006, la Wayback Machine.
- Exhibition celebrating 400 years since the birth of John Milton
- Cambridge 2000 — Christ's College photographs